# Socorro, Nova Mehika
Socorro je mesto in sedež istoimenskega okrožja, ki leži v dolini reke Rio Grande v ameriških zvezni državi Nova Mehika. 
Samo mesto so uradno ustanovili leta 1598 španski konkvistadorji, a je bilo to področje naseljeno že prej. Leta 2000 je mesto imelo 8877 prebivalcev in 37,4 km² površine (37,3 je kopnega in 0,1 km² je vodnih površin).
V Socorru je sedež:
- Inštitut za rudarstvo in tehnologijo Nove Mehike (New Mexico Tech),
- Center za raziskovanje in testiranje energetskih materialov,
- Državna gasilska akademije Nove Mehike,
- National Radio Astronomy Observatory Array Operations Center.

V bližini mesta so posneli dele filma Stik.